# Спектральный анализ (фильм)
«Спектральный анализ» (англ. Spectral) — фантастический боевик режиссёра Ника Матьё, его режиссёрский дебют. Сценарий написали Йен Фрид, Джон Гэйтинс, Джейми Мосс и Джордж Нолфи. В главных ролях — Джеймс Бэдж Дейл, Макс Мартини, Брюс Гринвуд и Эмили Мортимер. Фильм вышел на Netflix 9 декабря 2016 года.

## Сюжет
Действие фильма происходит в Молдавии, где идёт гражданская война. Американские военные, принимающие участие в миротворческой миссии, сталкиваются с загадочными существами, которых местные называют «аратарами» (ожившими мертвецами). Сверхъестественные существа невидимы человеческому глазу, их присутствие регистрируют только спектральные очки. Прибывший на место действия учёный Марк Клайн обнаруживает, что существа кем-то созданы, по сути, это оружие нового поколения. Вместе с остатками спецназа учёному удаётся проникнуть на заброшенную электростанцию, где массово «печатались» копии людей из конденсата Бозе — Эйнштейна. Учёному удаётся остановить конвейер, существа растворяются в воздухе, а герой возвращается домой, в штат Вирджиния.

## В ролях
| Актёр            | Роль           |
| ---------------- | -------------- |
| Джеймс Бэдж Дейл | Клайн          |
| Макс Мартини     | капитан Сешнс  |
| Брюс Гринвуд     | генерал Орланд |
| Эмили Мортимер   | Фрэн Мэдисон   |
| Клейн Кроуфорд   | сержант Толл   |
| Кори Хардрикт    | Алессио        |

## Создание
В ноябре 2011 года The Hollywood Reporter сообщил, что Legendary Pictures занимается разработкой фильма по сценарию Йена Фрида. В январе 2013 стало известно, что постановкой фильма займутся Йоахим Рённинг и Эспен Сандберг. В мае 2013 Йоахим Рённинг и Эспен Сандберг ушли с проекта и на пост режиссёра стал претендовать Ник Матьё. В феврале 2014 Джеймс Бэдж Дейл стал вести переговоры по поводу главной мужской роли. В июне 2014 роли в фильме получили Макс Мартини, Брюс Гринвуд, Клейн Кроуфорд и Кори Хардрикт. В июле 2014 Эмили Мортимер стала вести переговоры по поводу главной женской роли.

### Съёмки
Съёмки фильма начались 7 августа 2014 и проходили в Будапеште.